# Campionati europei di atletica leggera indoor 2011 - Salto in lungo femminile
La gara si è svolta il 5 e il 6 marzo 2011.

## Podio
| #       | Atleta            | Nazionalità | Misura | Note                                     |
| ------- | ----------------- | ----------- | ------ | ---------------------------------------- |
| Oro     | Dar'ja Klišina    | Russia      | 6,80   |                                          |
| Argento | Naide Gomes       | Portogallo  | 6,79   | Miglior prestazione personale stagionale |
| Bronzo  | Julija Pidlužnaja | Russia      | 6,75   | Miglior prestazione personale            |

## Record
Prima di questa competizione, il record del mondo (RM), il record europeo (EU) ed il record dei campionati (RC) sono i seguenti:
| Record                | Prestazione | Atleta                       | Data                             | Competizione                                       |
| --------------------- | ----------- | ---------------------------- | -------------------------------- | -------------------------------------------------- |
| Record mondiale       | 7,37        | Heike Drechsler Germania Est | 13 febbraio 1988 Vienna, Austria |                                                    |
| Record europeo        | 7,37        | Heike Drechsler Germania Est | 13 febbraio 1988 Vienna, Austria |                                                    |
| Record dei campionati | 7,30        | Heike Drechsler Germania Est | 5 marzo 1988 Budapest, Ungheria  | Campionati europei di atletica leggera indoor 1988 |

## Risultati

### Qualificazioni
Si qualificano alla finale le atlete che superano la misura di 6,60 (Q) oppure le 8 migliori.
| Pos. | Nome                        | Nazione     | 1ª   | 2ª   | 3ª   | Misura | Note                                     |
| ---- | --------------------------- | ----------- | ---- | ---- | ---- | ------ | ---------------------------------------- |
| 1    | Julija Pidlužnaja           | Russia      | 6,74 |      |      | 6,74   | Q                                        |
| 2    | Irene Pusterla              | Svizzera    | 6,71 |      |      | 6,71   | Q                                        |
| 3    | Veranika Šutkova            | Bielorussia | 6,67 |      |      | 6,67   | Q                                        |
| 4    | Dar'ja Klišina              | Russia      | 6,65 |      |      | 6,65   | Q                                        |
| 5    | Éloyse Lesueur              | Francia     | X    | 6,38 | 6,61 | 6,61   | Q                                        |
| 6    | Cornelia Deiac              | Romania     | X    | 6,50 | 6,60 | 6,60   | Q                                        |
| 7    | Naide Gomes                 | Portogallo  | 6,33 | 6,46 | 6,58 | 6,58   | q                                        |
| 8    | Anastasija Mirončyk-Ivanova | Bielorussia | 6,26 | 6,37 | 6,58 | 6,58   | q                                        |
| 9    | Anna Nazarova               | Russia      | X    | 6,55 | 6,57 | 6,57   |                                          |
| 10   | Viorica Ţigău               | Romania     | 6,41 | 6,56 | 6,17 | 6,56   |                                          |
| 11   | Lauma Grīva                 | Lettonia    | 6,53 | 6,38 | X    | 6,53   | Miglior prestazione personale            |
| 12   | Concepción Montaner         | Spagna      | 6,21 | 6,35 | 6,47 | 6,47   |                                          |
| 13   | Kelly Proper                | Irlanda     | 6,27 | 6,29 | 6,45 | 6,45   | Miglior prestazione personale stagionale |
| 14   | Cristina Sandu              | Romania     | 6,34 | 6,44 | 6,42 | 6,44   |                                          |
| 15   | Michelle Weitzel            | Germania    | 6,31 | 6,28 | 6,44 | 6,44   |                                          |
| 16   | Renáta Medgyesová           | Slovacchia  | X    | 6,09 | 6,37 | 6,37   |                                          |
| 17   | Nadja Käther                | Germania    | X    | X    | 6,36 | 6,36   |                                          |
| 18   | Nina Kolaric                | Slovenia    | X    | X    | 6,24 | 6,24   |                                          |
| 19   | Jana Velďáková              | Slovacchia  | 5,87 | 6,11 | X    | 6,11   |                                          |
| 20   | María-Eléni Kafoúrou        | Grecia      | 5,72 | 5,57 | 5,75 | 5,75   |                                          |
| –    | Aiga Grabuste               | Lettonia    |      |      |      |        | ritirata                                 |

### Finale
| # | Atleta                      | Nazionalità | 1ª   | 2ª   | 3ª   | 4ª   | 5ª   | 6ª   | Misura | Note                                     |
| - | --------------------------- | ----------- | ---- | ---- | ---- | ---- | ---- | ---- | ------ | ---------------------------------------- |
| 1 | Dar'ja Klišina              | Russia      | X    | 6,61 | 6,58 | 6,73 | 6,80 | 6,64 | 6,80   |                                          |
| 2 | Naide Gomes                 | Portogallo  | 6,67 | 6,63 | X    | 6,79 | 6,75 | X    | 6,79   | Miglior prestazione personale stagionale |
| 3 | Julija Pidlužnaja           | Russia      | 6,58 | X    | 6,54 | 6,74 | 6,75 | X    | 6,75   | Miglior prestazione personale            |
| 4 | Éloyse Lesueur              | Francia     | X    | X    | 6,59 | 6,40 | 6,44 | X    | 6,59   |                                          |
| 5 | Veranika Šutkova            | Bielorussia | 6,57 | X    | 6,53 | X    | X    | 6,56 | 6,57   |                                          |
| 6 | Anastasija Mirončyk-Ivanova | Bielorussia | 6,48 | 6,55 | X    | 6,38 | X    | 6,44 | 6,48   |                                          |
| 7 | Cornelia Deiac              | Romania     | X    | 6,45 | X    | 6,18 | 6,37 | X    | 6,45   |                                          |
| 8 | Irene Pusterla              | Svizzera    | 6,35 | 6,43 | 6,42 | X    | 6,35 | 6,11 | 6,43   |                                          |